# 汀州客語
汀州客語，或稱客家語汀州片，是客家語的一個支系，主要分佈在中國福建省西部的古汀州府八個縣區的區域。

## 劃分與特點
對於客家語的劃分一般有兩個版本，新的分片則加入不少福建客家話方言島。

### 1987年版《中国语言地图集》
中国社科院和澳大利亚人文科学院合编的1987年版《中国语言地图集》将中國客家語分成八個大片，汀州片為其中之一。此片包括龍巖市的長汀、上杭、永定、武平、連城，三明市的寧化、清流、明溪等8個縣市境內。

### 2007年《客家方言的分區》
謝留文、黃雪貞在《客家方言的分區》將中國客家語分成八個大片，汀州片為其中之一。在1987年版的基礎上，加入了福建省漳州地區和龍巖市中心的客語，這些地區包括詔安縣的秀篆、關陂、太平，平和縣的九峰、長樂，南靖縣的曲江，龍巖市的大池、萬安等鄉鎮。

#### 特點
汀州片裡閩西八縣的客語可再細分為南、中、北三個小片。南片包括上杭、永定、武平、北片包括清流、寧化、明溪，中片包括連城和長汀。南片和北片語音特點上有很大的差異，中片的語音特點則介於南片與北片之間。這三片的特點分別是：
| 小片 | 特點                  | 特點                               | 特點            | 特點                       | 分佈             |
| 小片 | 塞音韻尾              | 古去聲                             | 來母逢細音      | 泥來母的分混               | 分佈             |
| ---- | --------------------- | ---------------------------------- | --------------- | -------------------------- | ---------------- |
| 北片 | 無                    | 按聲母清濁分為陰去和陽去           | 沒有讀[t]的現象 | 可自由變讀為[n]、[l]       | 清流、寧化、明溪 |
| 中片 | 無                    | 按聲母清濁分為陰去和陽去           | 有讀[t]的現象   | 嚴格對立，分別讀作[n]、[l] | 連城、長汀       |
| 南片 | 有喉塞音[ʔ]或[-k]韻尾 | 古去清今讀為陰去而古濁去字今讀上聲 | 有讀[t]的現象   | 嚴格對立，分別讀作[n]、[l] | 上杭、永定、武平 |